# Orosh
Orosh là một xã trong quận Mirditë thuộc hạt Lezhë, Albania. Dân số năm 2005 là 3974 người.